# シレーム
シレーム（ドイツ語: Śrem（[ɕrɛm]）、ドイツ語: Schrimm）はポーランド・ヴィエルコポルスカ県にある都市。シレーム郡（ポーランド語版＝pl）およびシレーム都市部と農村部の広域都市部の自治体行政府の所在地であり、ポーランド最古の都市の1つ。シレーム渓谷（pl）のワルタ川畔にあるこの都市は、地域の行政サービスと産業の中心であり、国内交通網のポズナン-ラヴィツを結ぶ国道沿線にある。同様に、市内からヴゼスニ（pl）、レズナ（pl）、グウチョバ (コシチアン地区)（pl）、チェンピニア（pl）を結ぶ幹線道路も通っている。
1975年から1998年頃のポーランドの行政区画制度（pl）の元ではポズナン県（pl）に属した。
この都市はシレーム県庁に属し、王国時代の都（pl）であった沿革から、ポーランド王国の王冠（pl）と呼ばれた16世紀末にはコシチアン県、第一次ポーランド共和国時代にはポズナン県（pl）に属した。
データによると（2023年1月1日時点）人口は2万8262人。行政の中心地として郡役所に加えて、地方裁判所（pl）、地方検察庁（pl）、警察地方本部（pl）、州消防本部（pl）が所在する。

## 自然環境

### 地理的位置

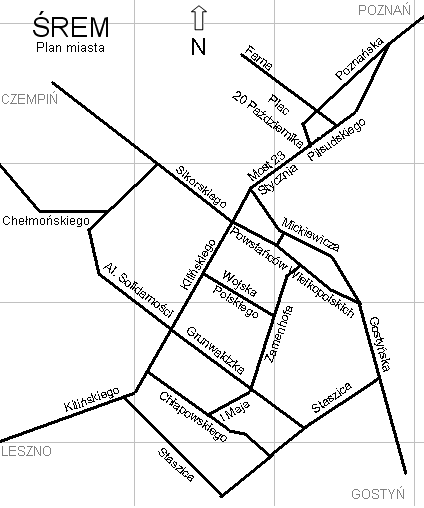
都市計画図

シレームの面積は 12.37 km2で、国内第3の河川ヴァルタ川の岸辺にあり、川の流れが東西から急に南北に（子午線に沿って）方向を変える地点に発達した。人口集積地は盆地である（シレーム盆地）。
地形は渓谷状であり、ポーランド南部の低地域のいわゆるシレーム渓谷は、より広域なワルシャワ＝ベルリン氷河渓谷（ポーランド語版）の一部である。人々は初めは谷の底に近い古い地層に集落を開き、時代が下るとコシチアン平原の高原部の開発が進んだ。市内の高低差はおよそ 30 m超である。現在の地形は最後のスカンジナビア氷河期の終わりに形成された。

## 主な出身者
- ロマン・ギェルティフ